# Blair Witch Volume III: The Elly Kedward Tale
Blair Witch Volume III: The Elly Kedward Tale es un videojuego de terror de tipo terror psicológico desarrollado por Ritual Entertainment y lanzado como la tercera parte de la trilogía en enero del año 2001 para Microsoft Windows.

## Historia
El último episodio de la trilogía es una historia original que no se menciona en la película. La historia se centra en cómo surgió la leyenda de la Bruja de Blair. Está ambientada en 1785, en los primeros días del municipio de Blair (más tarde rebautizado como Burkittsville). El protagonista de la historia es Jonathan Prye, un antiguo sacerdote que abandonó el clero durante una crisis de fe. Prye, ahora cazador de brujas, es llamado a Blair para investigar los sucesos relacionados con la desaparición de una mujer llamada Elly Kedward unas semanas antes.
Elly Kedward fue acusada de brujería tras descubrirse que había estado sacando sangre a los niños de la localidad y realizando rituales paganos. Fue juzgada, declarada culpable y condenada a ser desterrada del pueblo. Sin embargo, los vecinos la ataron a una carretilla, la arrastraron a un bosque cercano y la dejaron morir congelada. Kedward desapareció de la carretilla a la que estaba atada y nunca más se la volvió a ver.
Pocos días después, los niños del pueblo empezaron a desaparecer y los habitantes, aterrorizados, empezaron a huir, quedando sólo el magistrado local, Jonah, y el capellán del pueblo, el padre Hale Goodfellow. El padre Goodfellow está convencido de que una fuerza sobrenatural está actuando; Jonah, un escéptico, se niega a creerlo, suponiendo que Kedward está detrás de los secuestros y sigue suelta cerca del pueblo. También hay dos personas encerradas en una cárcel del pueblo: Hirrum Heathtow, un borracho, y Elizabeth Styler, una supuesta bruja que fue arrestada cuando la encontraron en casa de Elly, recitando frases extrañas.
El jugador debe guiar a Prye en su investigación, para descubrir qué le ocurrió a Elly Kedward. En su búsqueda, se topa con un niño que ha sido atado y torturado en el bosque. Tras liberar al niño, una voz le advierte que no interfiera antes de enviar zombis sobre él. En el bosque, Prye se encuentra con un chamán llamado Asgaya Gigagei, que le cuenta la leyenda de Hecaitomix, un espíritu maligno al que adoraban los nativos antes de la llegada de los colonos blancos. Enfadado porque ya no se le venera, Hecaitmox planea destruir a la raza humana y conquistar el mundo. Prye se entera de que Hecaitomix ha secuestrado a varios niños para sacrificarlos y se propone rescatarlos.
El viaje de Prye no sólo le lleva a través de los bosques, sino también al reino de los espíritus que Hecaitmox conquistó y al reino demoníaco que ya gobierna. Mientras rescata a los rehenes de Hecaitomix y se enfrenta a sus secuaces, Prye acaba enfrentándose al propio Hecatomix, con la ayuda de Asgaya. Tras escapar del reino de Hecaitomix, Prye se encuentra con Styler, que se revela como sirviente y recipiente de Hecaitomix. Ambos luchan y Prye consigue derrotarla (matándola o exorcizando al demonio de su cuerpo).
Si Styler es asesinada, los habitantes del pueblo agradecen a Prye haber rescatado a los niños y le ofrecen un trabajo como alguacil, que Prye rechaza al haber recuperado su fe y regresa a su iglesia para retomar su anterior puesto. El exorcismo de Styler da lugar a un final diferente en el que ella vuelve en sí y da las gracias a Prye, explicándole que había estado bajo la influencia del demonio durante toda la historia. Le pide a Prye que la acompañe, insinuando una relación romántica. Prye se niega, reafirmando su fe y su deseo de volver con su rebaño. Prye y Styler se despiden y se separan.

## Recepción
Nuevamente tuvo críticas "mixtas o medias", con una valoración del 55% en el agregador Metacritic. Kevin Rice, de Next Generation, dijo que el juego no daba miedo, que suponía un reto y que sólo era ligeramente entretenido.
Para octubre de 2001, se habían vendido aproximadamente 8 500 copias del juego en los Estados Unidos.
Otros servidores la puntuaron bajo, como AllGame, que le dio dos estrellas (sobre 5), Eurogamer la puntuó con un 3 sobre 10, PC Gamer la suspendió con un 37% y GameSpot le dio un cuatro (sobre 10 también).
ActionTrip mejoró su valoración respecto a la segunda entrega, aprobándola con un 5,5 sobre 10. IGN le dio un (6,8), una décima más que la anterior, y GameSpy la valoró con un 69% sobre 100.